# ليلى الشيخاوي
ليلى الشيخاوي سياسية تونسية، تشغل منصب وزير البيئة في حكومة نجلاء بودن منذ 2021. وهي أستاذة في القانون العام، وحاصلة على الدكتوراه في القانون من جامعة بانتيون سوربون، عملت مُدرسة للقانون البيئي في كلية العلوم القانونية والسياسية والاجتماعية بتونس، وعُيّنت في عام 2014 عضوًا في الهيئة المؤقتة لمراقبة دستورية مشاريع القوانين.